# Приблуда Зіновій Ісакович
Зіновій Ісакович Приблуда (24.02.1887 — 1.10.1962) — фізик, один з фундаторів української наукової школи методики фізики, професор.

## Біографія
З. І. Приблуда народився 24 лютого 1887 року в Северинівці Одеського повіту Херсонської губернії. Разом з батьками жив у Херсоні, а з 1897 року — в Одесі.
У 1906 році склав екстерном випускні іспити у 2-й одеській гімназії.
В 1912 році закінчив фізико-математичний факультет Новоросійського університету з дипломом першого ступеня.
Ще будучи студентом, викладав фізику і математику в гімназіях та училищах Одеси. В 1913—1920 роках був класним наставником та завідувачем фізичного кабінету у Комерційному училищі Х. І. Гофмана. В подальшому його науково-педагогічна діяльність була пов'язана як с теоретичними, так і практичними проблемами навчання фізики в загальноосвітній школі.
В 1920—1928 роках викладав у технікумі Політпросвіти, Червоноармійському університеті, трудовій школі № 9.
У 1928—1930 роках викладав фізику на єврейському відділенні Одеського інституту народної освіти, завідував кафедрою фізики в Одеському інституті народного господарства.
В 1929 році присвоєно вчене звання професора.  В 1927—1932 роках був науковим співробітником Фізичного інституту.
В 1930—1933 роках  працював в Інституті соціального виховання, Хіміко-технологічному інституті, Індустріальному та Сільськогосподарському інститутах.
В 1933—1941 роках обіймав посаду професора кафедри фізики Одеського педагогічного інституту, викладав курс методики фізики.
В роки нацистської навали  перебував в евакуації у м. Самарканд, де викладав в Узбецькому державному університеті, Одеському інституті інженерів водного транспорту, працював старшим науковим співробітником Самаркандської сейсмічної станції Академії Наук СРСР (1941—1945 рр). Там підготував докторську дисертацію «Ізостатичні рухи й  сейсмотектоніка Середньої Азії».
З 1945 до 1951 року викладав в Одеському електротехнічному інституті зв'язку.
Помер  1 жовтня 1962 року в м. Одеса.

## Наукова діяльність
Одним з основних напрямів дослідницької роботи була розробка проблеми теорії та методики навчання фізики в загальноосвітній школі, шкільного фізичного експерименту. Опублікував низку статей, в яких розробив питання методики вивчення гармонічного руху в шкільному курсі фізики, методики та техніки шкільного фізичного експерименту, наступності навчання фізики в середній загальноосвітній та вищій школі. У спеціальній методиці фізики обґрунтував структуру та обсяг шкільного курсу фізики, детально проаналізував особливості реалізації пропедевтичного та систематичного курсів, методику навчання окремих розділів шкільного курсу фізики.

### Праці
- Особый метод вывода формулы гармонического движения// Математика и физика в школе. — 1936. –  № 2. — С. 72 — 74..
- Индуктивное доказательство теоремы Безу// Математика и физика в школе. — 1936. –  № 3. — С. 34. https://web.archive.org/web/20190225223936/https://sheba.spb.ru/shkola/matematika-vshkole.htm
- Об изложении первых теорем геометрии// Математика и физика в школе. — 1936. –  № 4. — С. 58 — 63. https://web.archive.org/web/20190225223936/https://sheba.spb.ru/shkola/matematika-vshkole.htm
- Об исчезании n4-1-го члена в бесконечно-убывающей прогрессии// Математика и физика в школе. — 1937. –  № 1. — С. 29. https://web.archive.org/web/20190225223936/https://sheba.spb.ru/shkola/matematika-vshkole.htm
- Чого навчають приймальні вишівські іспити з фізики// Комуністична освіта. — 1936. — № 11. — С. 114—120.
- Прості способи демонстрування експериментів, пов'язаних з центрифугою.// Комуністична освіта. — 1936. — № 6. — С. 99 — 103.
- Застосування принципу живої сили в курсі фізики// Комуністична освіта. — 1937. — № 1. — С. 110—113.
- Основи методики фізики: Затверджено НКО як посібник для студентів педагогічних інститутів та вчителів. — Харків –К.: ДНТВУ, 1937. — 341 с.
- Асимпотические формулы для вычисления факториалов статистической физики.// Наукові записки Одеського університету. — 1939. — Т. 2. — С. 83 — 91.